# Hermann Franz (Manager)
Hermann Franz (* 27. November 1928 in Gelsenkirchen; † 8. Oktober 2016 in Erlangen) war ein deutscher Ingenieur, Vorsitzender des Aufsichtsrats der Siemens AG und Ehrenbürger von Erlangen.

## Leben
Hermann Franz, Sohn von Julius Franz († 1933) und seiner Frau Rosa († 1981), machte eine Elektrikerlehre in einem Bergwerk in Gelsenkirchen. Er studierte von 1951 bis 1957 Elektrotechnik an der Technischen Hochschule Karlsruhe und war seit dem ersten Semester Mitglied des Corps Franconia Karlsruhe. Während seines Studiums arbeitete er bereits als Werkstudent in einem Ingenieurbüro. Seine berufliche Laufbahn begann 1957 als Vertriebsingenieur bei der Zweigniederlassung Essen der Siemens-Schuckertwerke, 1968 wurde er zur Abteilung Chemie nach Erlangen versetzt. Ein Jahr später rückte er zum Leiter der Abteilung Bergbau auf. 1972 übernahm er die Leitung der Abteilung Chemie und Industrieturbinen, 1973 wurde er Geschäftsbereichsleiter für die Grundstoffindustrie.
Im Jahr 1978 erhielt Franz den Posten des Leiters der Siemens-Gesellschaften im Iran. 1979 wurde ihm die Leitung der Zentralverwaltung Ausland übertragen; 1980 wurde er in den Vorstand der Siemens AG berufen. Von 1985 an war er für den Unternehmensbereich Installations- und Automobiltechnik in Erlangen zuständig. Zusätzlich übernahm Franz 1988 die Leitung der Zentralabteilung Unternehmensplanung und -entwicklung und damit die Verantwortung für die Neuformierung der Siemens AG. Ab 1989 gehörte er dem Zentralvorstand an. Von 1993 bis 1999 war er Aufsichtsratsvorsitzender des Unternehmens. Im März 1994 schied er aus dem Siemens-Vorstand in den Ruhestand aus. Zuvor war Franz u. a. auch Aufsichtsratsvorsitzender der Siemens-Nixdorf Informationssysteme AG und wurde in dieser Funktion 1993 von Hans Baur abgelöst.
Ehrenamtlich hatte Franz von 1996 bis 1999 den Vorsitz des Kuratoriums Region Nürnberg inne. Später war er unter anderem Vorsitzender des Wissenschaftlich-Technischen Beirats der Bayerischen Staatsregierung, des Wissenschaftlichen Beirats der Bayerischen Forschungsstiftung und des Stiftungsrates der Bayerischen Elite-Akademie, Mitglied des Hochschulrates der Universität Augsburg und Vorsitzender des Stiftungsvorstandes der Kulturstiftung Erlangen.
Er war von 1993 bis 1999 Stiftungskommissar der Carl-Zeiss-Stiftung, Eigentümerin der Unternehmen Carl Zeiss AG und Schott AG.

## Ehrungen und Auszeichnungen
- 1989: Bayerischer Verdienstorden
- 1990: Bayerische Staatsmedaille für besondere Verdienste um die bayerische Wirtschaft
- 1991: Verdienstorden der Italienischen Republik
- 1993: Ehrendoktorwürde eines Dr.-Ing. e. h. der Technischen Universität Braunschweig[8]
- 1993: Ordre du Lion de Finlande
- 1997: Verdienstmedaille des Landes Baden-Württemberg
- 1997: Königlicher Nordstern-Orden von Schweden
- 1997: Königlicher Verdienstorden von Norwegen
- 2000: Ehrenbürgerschaft der Stadt Erlangen
- 2001: Public Service Star der Republik Singapur
- 2001: Ehrendoktorwürde eines Dr. med. h. c. der Friedrich-Alexander-Universität Erlangen-Nürnberg
- 2003: Bundesverdienstkreuz 1. Klasse